# Sindicato Nacional dos Artistas Plásticos
O Sindicato Nacional dos Artistas Plásticos, mais conhecido como SINAP ou Sinapesp, é um sindicato sem fins lucrativos que atua defendendo a categoria profissional dos artistas plásticos, artistas visuais e fotógrafos. O SINAP-ESP agrega o Comitê Nacional Brasileiro da AIAP  “The International Association of Art, IAA / AIAP, L’Association Internationale des Arts Plastiques” - ONG em parceria oficial com a UNESCO. Tem sede e foro no Município de São Paulo, Capital do Estado de São Paulo, e possui abrangência nacional.

## Histórico
Tem suas origens na Sociedade Paulista de Belas Artes, fundada em 1921 por Alexandre de Albuquerque. Sua fundação data de 1937, como associação de classe, visando contribuir com a profissionalização da atividade artística. Reunindo artistas de São Paulo, de diferentes linguagens: pintura, escultura, desenho e gravura, esteve relacionada ao contexto político dos anos 1930, que no plano social estabelece nova legislação trabalhista.

## Ligações Externas
- SINAP-ESP
- IAA/AIAP International Association of Art